# Swazilands distrikt

Eswatinis / Swazilands regioner (nr)

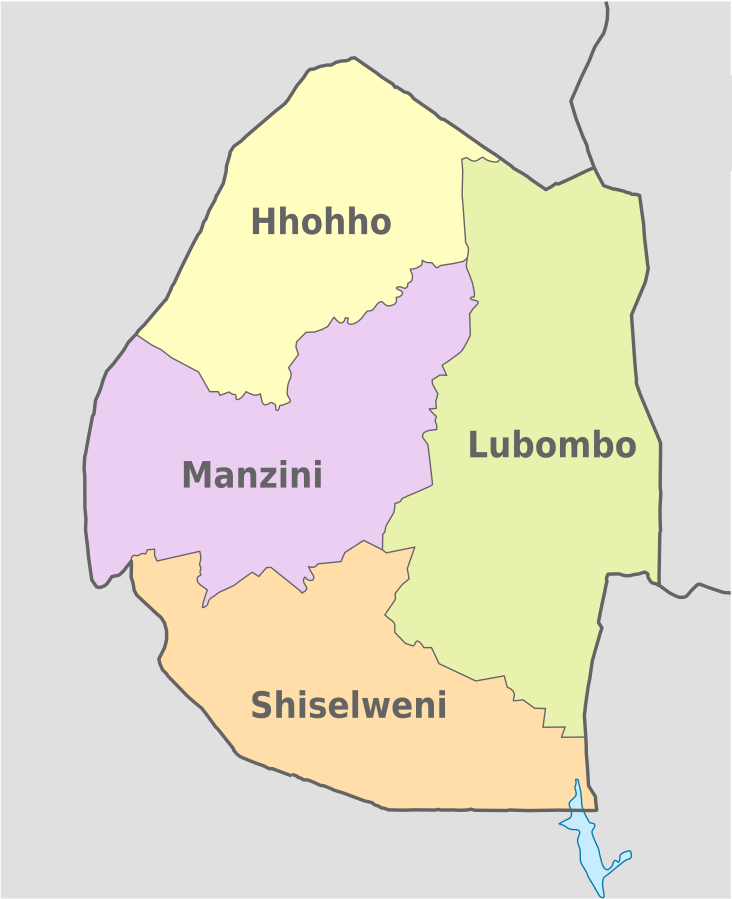
Eswatinis / Swazilands regioner (namn)

Eswatini / Swaziland är indelat i 4 regioner (regions).
Regionerna är underdelade i 59 distrikt (pluralis: tinkhundla, singularis: inkhundla) som leds av ett råd (Bucopho). Tinkhundla är underdelade i 360 områden (pluralis: imiphakatsi, singularis: umphakatsi).
Tidigare fanns 6 regioner, 1968 minskades antalet till nuvarande 4 regioner då Piggs Peak införlivades i regionen Hhohho och Mankayane i regionen Manzini.
Den 18 april 2018 ändrade kung Mswati III officiellt nationens namn till “Kungadömet eSwatini” (Kingdom of eSwatini).

## Regionerna
| nr | distrikt             | huvudort  | yta (km²) | tinkhundla |
| -- | -------------------- | --------- | --------- | ---------- |
| 1  | Hhohho               | Mbabane   | 3,569     | 15         |
| 2  | Manzini              | Manzini   | 4,068     | 18         |
| 3  | Lubombo              | Siteki    | 5,947     | 11         |
| 4  | Shiselweni           | Nhlangano | 3,779     | 15         |
|    | Eswatini / Swaziland |           | 17,364    | 59         |